# مستر فلیپ
مستر فلیپ (انگلیسی: Mr. Flip) یک فیلم صامت کمدی آمریکایی است که در سال ۱۹۰۹ منتشر شد. از بازیگران این فیلم می‌توان به بن ترپین اشاره کرد.
این فیلم نخستین فیلمی است که در آن شوخی «زدن کیک به صورت» در آن استفاده شده است.